# Pedro Javier Acosta
Pedro Javier Acosta Sánchez (Caracas, 28 novembre 1959) è un ex calciatore venezuelano, di ruolo difensore.

## Caratteristiche tecniche
Giocava come difensore centrale.

## Carriera

### Club
Acosta iniziò la sua carriera nel Deportivo Galicia, con cui debuttò nel campionato professionistico prima dei 16 anni. Dopo 10 anni nel club bianco-celeste di Caracas, si trasferì al Portuguesa, nelle cui file giocò nel corso di due anni; passò poi per Atlético San Cristóbal e Marítimo: con quest'ultima squadra vinse il titolo nazionale nel 1986-1987. Firmò per il Caracas nel 1987; tornato al Marítimo nel 1989, vinse un altro campionato nel 1989-1990. Chiuse la carriera nel 1993 al Deportivo Galicia.

### Nazionale
Giocò 34 partite in Nazionale tra il 1979 e il 1989. Nel 1983 prese parte al torneo calcistico dei IX Giochi panamericani; Nel 1979 giocò 3 incontri nella Coppa America. Nella Copa América 1983 raccolse 4 presenze; nel torneo del 1987 fu convocato, e disputò entrambe le gare giocate dal Venezuela. L'ultima Coppa America cui partecipò fu quella del 1989: giocò tutte le 4 partite della sua Nazionale. Nel corso della sua carriera partecipò a tre tornei di qualificazione ai Mondiali: 1982, 1986 e 1990, per un totale di 14 partite e 1 gol.

## Palmarès

### Club

#### Competizioni nazionali
- Campionato venezuelano: 2

Marítimo: 1986-1987, 1989-1990